# Dolores Duran
Adiléia Silva da Rocha, nota come Dolores Duran (Rio de Janeiro, 7 giugno 1930 – Rio de Janeiro, 24 ottobre 1959), è stata una cantante e compositrice brasiliana.

## Biografia

### Primi anni
Adiléia Silva da Rocha nacque nel quartiere di Saúde dal sergente della Marina Armindo José da Rocha e da Josefa Silva da Rocha, e nei primissimi anni si spostò con la famiglia nella zona nord di Rio, abitando nei sobborghi di Irajá e Pilares. Cagionevole di salute, contrasse da piccola una febbre reumatica che le causò pesanti strascichi ai danni dell'apparato cardiaco. Già da bambina manifestò la passione per la musica: a tre anni cantava e a cinque prendeva parte alle feste popolari che si svolgevano nel quartiere.
Partecipò a un programma radiofonico per Rádio Tupi condotto da Ary Barroso e intitolato Calouros em desfile, che presentava cantanti esoridienti, risultando vincitrice; e quando nel 1942 il padre morì lasciando la famiglia in difficoltà economiche, la vedova incoraggiò la figlia a iniziare la carriera, così da essere di supporto finanziario. Perciò Adiléia nel 1946 approdò al night club Vogue e successivamente alla Rádio Nacional, nella trasmissione Programa César de Alencar, dove mutò il proprio nome in Dolores Duran, ritenuto più appropriato per lo stile della cantante.

### Carriera

Dolores Duran con il marito Macedo Neto

Dolores Duran iniziò a frequentare i personaggi di spicco della musica carioca, da Johnny Alf a João Donato a João Gilberto, bazzicando anche un gruppo di intellettuali che le modellarono addosso l'immagine di un'artista tormentata così come angustiate erano le canzoni che interpretava e che ben si addicevano al suo nome d'arte. Nelle notti carioca, oltre ai tanti musicisti conterranei conobbe Charles Aznavour ed Ella Fitzgerald, dalla quale ricevette apprezzamenti per l'interpretazione di My Funny Valentine. Al 1951 risale la sua prima registrazione, Que bom será, di Ailce Chaves, Salvador Miceli e Paulo Marques, e Já não interessa, di Domício Costa e Roberto Faissal per l'etichetta Star; e l'anno seguente incise la samba-canção Um amor assim, di Dora Lopes, e Outono, di Billy Blanco; in seguito fu la volta di Tradição, di Ismael Silva, e Bom é querer bem, di Fernando Lobo, Canção da volta, di Antônio Maria e Ismael Neto, O amor acontece, dei fratelli Celso e Flávio Cavalcanti; e nel 1955 Praça Mauá, di Billy Blanco, il choro Carioca 1954, di Antônio Maria e Ismael Neto, Manias dei Cavalcanti e Pra que falar de mim di Ismael Neto e Macedo Neto. Con quest'ultimo la Duran si sposò, ma i due si separarono dopo tre anni e la cantante intraprese una relazione effimera con João Donato che l'anno successivo si trasferì in Messico.
Durante questi anni Dolores Duran aveva cominciato anche a comporre: Se é por falta de adeus è la sua prima creazione scritta in tandem con un giovane Tom Jobim; qualche tempo dopo avrebbe scritto il testo di Estrada do sol e, improvvisandolo di getto, quello di Por causa de você, entrambe su musica di Jobim. Nella seconda metà degli anni cinquanta compose e incise singoli o album con diverse canzoni proprie o composte da altri artisti, partecipò a spettacoli radiofonici e televisivi, e si esibì sul palco – oltre che in Brasile – in Uruguay, in Argentina, in Unione Sovietica e in Francia.

### Morte
All'alba del 24 ottobre 1959, dopo essersi esibita al Little Club ed essere poi andata in giro per altri locali, tornò a casa stanca dando istruzioni di non essere svegliata. La ventinovenne cantante morì nel sonno, forse per un mix di alcool e barbiturici	.

## Omaggi
- Viene citata nella canzone Todas as Mulheres do Mundo di Rita Lee, che era sua grande fan.

## Discografia

### Album
- 1955 - Dolores Duran viaja
- 1957 - Estrada da saudade
- 1957 - Dolores Duran canta para você dançar
- 1958 - A noite de Dolores
- 1958 - Dolores Duran canta para você dançar nº 2
- 1959 - A música de Dolores
- 1959 - Esse Norte é minha sorte

### 78 giri
- 1951 - Que bom será/Já não interessa
- 1952 - Outono/Um amor assim
- 1954 - Praça Mauá/Carioca
- 1954 - O amor acontece/Canção da volta
- 1954 - Tradição/Bom é querer bem
- 1955 - Não se avexe não/Nossos destinos
- 1955 - Nigraj manteloj * Coimbra -/Sinceridad
- 1955 - Manias/Pra que falar de mim
- 1956 - Zefa Cangaceira/Pano legal
- 1956 - A fia de Chico Brito/Na asa do vento
- 1957 - Só por castigo/Coisas de mulher
- 1957 - Tião/Estrada da saudade
- 1957 - Tá pra acontecer/Minha agonia
- 1958 - Nel blu dipinto di blu/Quem foi?
- 1958 - Love me forever/Onde está meu amor
- 1958 - Por causa de você/Estatutos de boate
- 1959 - A noite do meu bem/Fim de caso
- 1959 - Te cuida, Zeca/Tá nascendo fio

### Postumi
- 1972 - Dolores Duran e Tito Madi
- 1978 - Dolores Duran e Tito Madi
- 1979 - Dolores Duran
- 1997 - Dolores Duran
- 1999 - Dolores - Um musical
- 1999 - Dolores bem acompanhada
- 2000 - Bis - Dolores Duran[5]